# Piusa (vattendrag)
Piusa är ett vattendrag i Estland och  Ryssland. Den är 109 km lång och mynnar i Pskovsjön i Ryssland. Källan är sjön Küläjärv i Rõuge kommun i landskapet Võrumaa i sydöstra Estland. Den utgör gräns mellan Ryssland och Estland i 17 km och rinner därefter in i Ryssland 14 km innan sin mynning Pskovsjön som är en del av sjön Peipus. Piusa ingår därmed i Narvas avrinningsområde. 